# Susanne Breit-Keßler

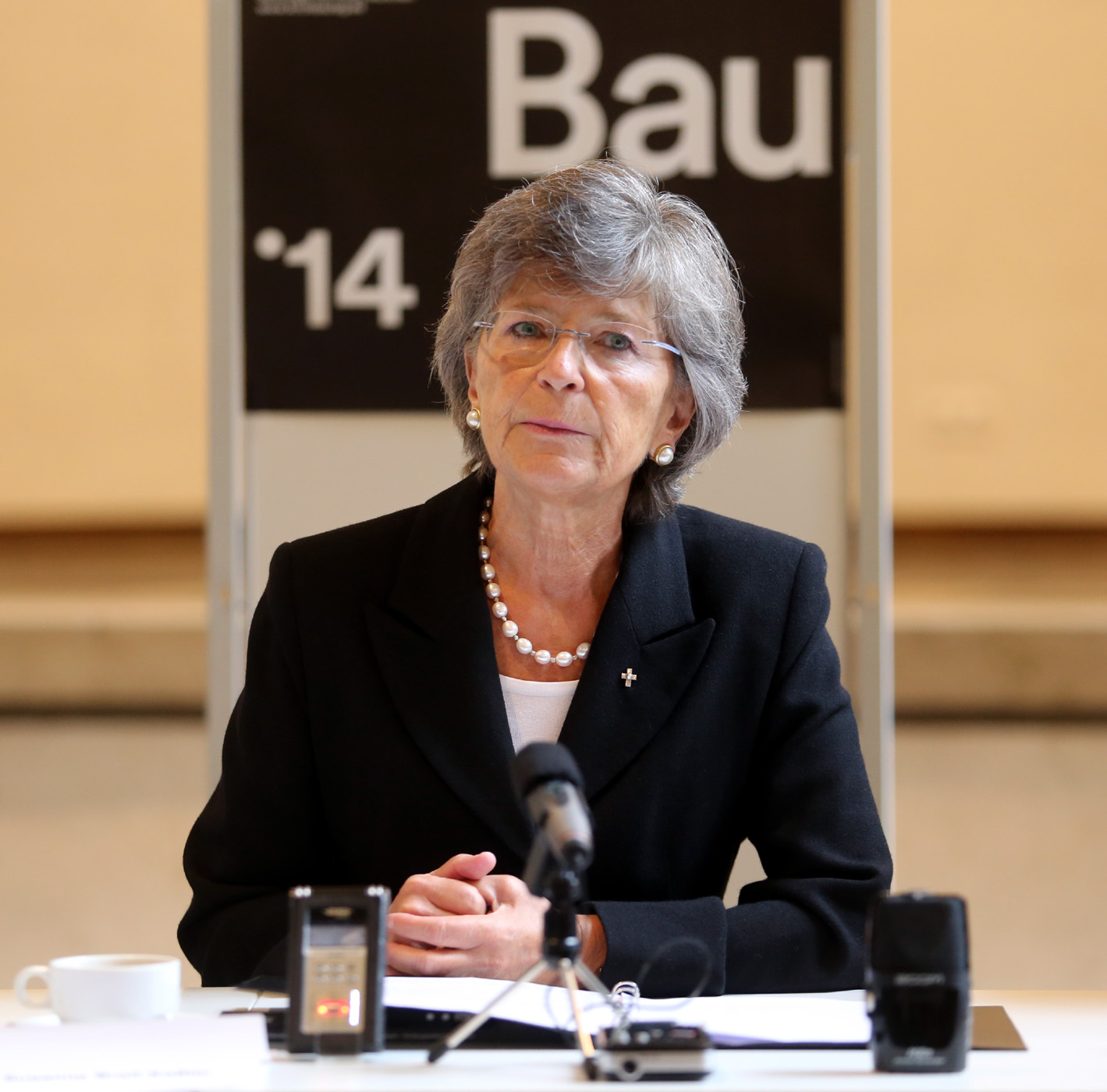
Susanne Breit-Keßler beim Evangelischen Kirchbautag München 2014.

Susanne Breit-Keßler (* 11. März 1954 in Heidenheim an der Brenz; Name aus erster Ehe Schullerus-Keßler) war seit November 2000 Oberkirchenrätin der Evangelisch-Lutherischen Kirche in Bayern im Kirchenkreis München und Oberbayern. Sie trug den Titel Regionalbischöfin und war damit die erste Frau, die ein bischöfliches Amt in Bayern bekleidete. Seit dem 1. Dezember 2003 war Breit-Keßler zudem Ständige Vertreterin des Landesbischofs. 2019 trat sie in den Ruhestand.

## Leben
Susanne Breit-Keßler wuchs in Oberaudorf (Oberbayern) auf. Sie absolvierte zunächst ein Studium der Germanistik und Alten Geschichte und anschließend der Evangelischen Theologie an der Ludwig-Maximilians-Universität in München. In den 1980er Jahren überstand sie eine schwere Krebserkrankung. Ihr Vikariat absolvierte sie in der Münchner St.-Matthäus-Kirche. 1984 erhielt sie in der Auferstehungskirche in Icking ihre Ordination zum Geistlichen Amt. Anschließend war sie von 1984 bis 1986 am Gymnasium in Tutzing als Religionslehrerin tätig. Eine Pfarrstelle hatte sie nie inne.
In den folgenden Jahren arbeitete sie als Journalistin: Ihr Volontariat absolvierte sie von 1986 bis 1987 bei der Süddeutschen Zeitung (SZ) und beim Bayerischen Rundfunk (BR). Anschließend war sie unter anderem als freie Mitarbeiterin der SZ-Redaktion und als Nachrichtenkorrespondentin für den BR tätig, verfasste Beiträge für das Deutsche Allgemeine Sonntagsblatt und den Rheinischen Merkur. Sie schrieb mehrere Bücher, war unter anderem Verfasserin und Herausgeberin von drei Bänden der amtlichen Schulbuchreihe des Bayerischen Schulbuch-Verlages für den Ethik-Unterricht der Klassen 10 bis 13 der bayerischen Gymnasien (teilweise zusammen mit Klaus Tanner, Professor für Systematische Theologie und Ethik an der Universität Heidelberg). Beim BR war sie zunächst Korrespondentin und ab 1988 Autorin von Hörfunksendungen der Geistlichen Morgenfeier. Von 1995 bis 1998 sprach sie Das Wort zum Sonntag in der ARD und war auch für kirchliche Sendebeiträge der Deutschen Welle und von Deutschlandradio tätig. Bis heute ist sie theologische Beraterin der Chefredaktion und Kolumnistin für das Magazin Chrismon. Sie ist außerdem Mitglied im Aufsichtsrat des Gemeinschaftswerks der Evangelischen Publizistik und Vorsitzende des Kuratoriums für die Fastenaktion „7 Wochen ohne“.
Ab 1994 war sie Medienbeauftragte im Landeskirchenamt der ELKB. 1997 wurde ihr die Leitung der Nachrichten der evangelisch-lutherischen Kirche in Bayern übertragen. Daneben war sie theologische Ausbilderin und Prüferin in den Bereichen Homiletik (Predigtlehre) und Publizistik für das zweite theologische Examen.
Während der Herbsttagung der Landessynode Ende November 2000 wurde Breit-Keßler zur Oberkirchenrätin und Regionalbischöfin für den Kirchenkreis München und Oberbayern ernannt. Zum 15. März 2001 trat sie dieses Amt an. Seit 1. Dezember 2003 war Frau Breit-Keßler Ständige Vertreterin des Landesbischofs der Evangelisch-Lutherischen Kirche in Bayern. Sie war von 2008 bis 2019 Schirmherrin des Lagois-Fotowettbewerbs. Am 7. Januar 2010 wurde sie für weitere zehn Jahre als Regionalbischöfin berufen. Am 4. April 2011 wurde sie für die Wahl in das Amt des Landesbischofs der Evang.-Luth. Kirche in Bayern aufgestellt, unterlag jedoch in fünf Wahlgängen ihren Mitbewerbern.
Breit-Keßler, die keiner Partei angehört, war auf Vorschlag der SPD Mitglied der zwölften Bundesversammlung. Nach einer Scheidung ist sie seit 1998 in zweiter Ehe mit dem Theologen Dieter Breit verheiratet und wohnt in München.
Im Rahmen eines Gottesdiensts in der Münchener Lukaskirche wurde sie am 17. November 2019 von Landesbischof Heinrich Bedford-Strohm aus ihrem Amt in den Ruhestand verabschiedet. Nachfolger als Regionalbischof für den Kirchenkreis München und Oberbayern wurde zum 1. Dezember 2019 Pfarrer Christian Kopp.
Sie engagiert sich als Textilbotschafterin für faire Kleidung: Bundesentwicklungsminister Gerd Müller (CSU) ernannte sie 2018 zur „Botschafterin des Grünen Knopfs“.

## Mitgliedschaften
In früheren Jahren war sie Mitglied der Kammer für Theologie der Evangelischen Kirche in Deutschland (EKD), engagierte sich in der Arbeitsgruppe Protestantismus und Kultur der EKD, der Ad-hoc-Kommission „Ehe und Familie“ der EKD sowie im Beirat der EKD-Kommunikationsinitiative Brücken bauen. Heute ist sie stellvertretende Vorsitzende der Kammer für Öffentliche Verantwortung der EKD, Vorsitzende des Seelsorgeausschusses der Vereinigten Evangelisch-Lutherischen Kirche Deutschlands (VELKD) sowie Mitglied der Bioethik-Kommission der Bayerischen Staatsregierung und seit 2011 Mitglied im Präsidium der Bayerischen Akademie für Naturschutz und Landschaftspflege. Darüber hinaus ist sie unter anderem Mitglied in der Jury des Deutschen Menschenrechts-Filmpreises, Vorsitzende der Evangelischen Stiftung Hospiz sowie Mitglied der Bayerischen Volksstiftung und des Bayerischen Bündnisses für Toleranz. Außerdem ist sie Vorsitzende des Dreierrates Grundrechtsschutz, der die Bayerische Staatsregierung dabei unterstützen soll, „den bestmöglichen Ausgleich zwischen effektivem Infektionsschutz und geringstmöglichen Freiheitsbeschränkungen zu finden“. Sie ist Mitglied Aufsichtsrat des Gemeinschaftswerks der Evangelischen Publizistik und Vorsitzende des Kuratoriums für die Fastenaktion „7 Wochen ohne“.

## Veröffentlichungen
- Lustvoll leben. Ein Glaubensbuch für Höhen und Tiefen des Alltags, München 2004.
- Wie bei Nachbarn, die sich mögen. So lebt Ökumene, München 2010.
- Texte für die Seele. Die Ewigkeit ist in mein Herz gelegt, Frankfurt am Main 2010.
- Lebenssätze. Die Inspiration der Zehn Gebote, Freiburg im Breisgau 2012.
- Die großen Töchter Gottes. Starke Frauen der Bibel, Leipzig 2018.
- mit Frank Muchlinsky (Hrsg.): Vielleicht lässt jemand Wunder regnen. Ein hoffnungsfrohes Lesebuch, Deutsche Bibelgesellschaft, Stuttgart 2020, ISBN 978-3-438-06278-9.

2007 wirkte sie gemeinsam mit Erzabt Jeremias Schröder als Protagonistin auf der CD spurensuche [mensch] mit, auf der elf Lieder bekannter deutschsprachiger Interpreten (Laith Al-Deen, Xavier Naidoo, Nena, Pur etc.) und elf Kurzpredigten in gesprochener Form jeweils passend zu den Liedern vereint worden sind.

## Auszeichnungen
1989 erhielt sie für ihre Verdienste um die evangelische Publizistik den Wilhelm-Sebastian-Schmerl-Preis. Im Juni 2005 wurde sie mit dem Verdienstkreuz am Bande des Verdienstordens der Bundesrepublik Deutschland ausgezeichnet. 2007 verlieh ihr der bayerische Ministerpräsident Edmund Stoiber den Bayerischen Verdienstorden. 2009 erhielt sie die Bayerische Verfassungsmedaille in Silber, 2014 die Medaille München leuchtet in Gold und 2017 die Bayerische Europamedaille. Als Initiatorin und Schirmfrau der Evangelischen Stiftung Hospiz erhielt sie 2015 die Bayerische Staatsmedaille für soziale Verdienste. 2019 erhielt sie die Bayerische Verfassungsmedaille in Gold.

## Kritik
Von Seiten atheistischer, konfessionsloser, freidenkerischer bzw. humanistischer Organisationen wurde ihre frühere, von ihr angeblich gegenüber der SZ nicht offenbarte Doppelfunktion als Kirchenperson und zugleich Berichterstatterin über kirchliche Themen in der SZ als nicht neutral kritisiert. Ebenso wurde (in Richtung bayerisches Kultusministerium) kritisiert, dass die für den an sich konfessionsunabhängigen Ethikunterricht der Gymnasien in Bayern einzige zugelassene Schulbuchreihe von einer Kirchen-Repräsentantin verfasst und herausgegeben wurde.
2013 wurde ihr von evangelikaler Seite vorgeworfen, dass sie als Mitautorin der EKD-Orientierungshilfe zum Thema Familie in der folgenden Diskussion die Kritiker des Papiers aus Kirche, Medien und Öffentlichkeit „pathologisiert“ habe, indem sie deren Motivation „als Verlustangst interpretieren“ wollte.